# سگ‌دو (نمایشنامه)
سگ‌دو نمایشنامه‌ای نوشته محمد چرمشیر است. داستان نمایشنامه دربارهٔ دختری به نام لنا شریفی است که می‌خواهد به یکی از کشورهای اروپایی پناهنده شود.
محمد چرم‌شیر در این اثر اندیشه‌برانگیز مهاجرت را دستمایه کار خود کرده است و با نگاهی کنجکاوانه آن را به‌نقد و نگاهی دراماتیک کشانده است. نقدی که در آن مفری نیست و هر چه هست گذر از زمینی به زمینی است که انگار نمی‌توان از آن فرار کرد.
سگ‌دو یک ترس سیاسی است. نمایشی که از یک مفهوم مهم، در جامعه امروز سیاست‌زدایی می‌کند. نمایشی است که نمی‌خواهد نسبت خودش با جامعه مخاطبش را روشن کند. از طرفی می‌گوید هجرت امری غیرقابل‌اجتناب است؛ اما نمی‌گوید چرا (هر چند به‌صورت کدگذاری‌شده آن را بیان می‌کند) و از سوی دیگر می‌خواهد بگوید در پس مفاهیمی چون وطن‌پرستی باید با مقوله هجرت محافظه‌کارانه رفتار کرد. نتیجه این وضعیت نیز می‌شود «سگ‌دو» زدن‌هایی که پایانی ندارد و قهرمان نمایش را در فضای مسمومی به اسارت می‌گیرد. قهرمان زن منفعل محبوب هنر ایرانی که برای گریز از انتخابش با زبان بی‌زبانی می‌گوید هنرمند است و فیلم می‌سازد؛ اما «سیاسی نیستم.»

## داستان
دختری از ایران به فرانسه مهاجرت کرده است و در آستانه رویدادی مهم در زندگیش، به خوابی فرومی‌رود که نتیجه آن کابوس‌های پیاپی است. او می‌خواهد پناهنده کشور فرانسه شود و در برابر این پناهندگی موانعی می‌بیند که برای شما این پرسش را مطرح می‌کند، چرا باید این شخصیت به‌سوی پناهندگی برود؟ او بر سر یک دوراهی است. نخست آن‌که پس از پناهندگی چه بر سرش می‌آید و دوم آن‌که با غم غربت ناشی از ترک وطن چه کند. حالا او مدام کابوس می‌بیند. از زن فاحشه‌ای که زیر تختش می‌خوابد تا همسایه چشم ناپاک یا کاردار سفارتی که از او می‌خواهد وطنش را ترک کند و اوامری را عملی کند. دختر روی ننو آویخته، معلق مانده است و مدام نگاه می‌کند و هر از گاهی در برابر کابوس‌هایش می‌نالد، ناله‌هایی در قالب مونولوگ در برابر حرف‌هایی که می‌شنود و آن‌ها هم مونولوگ هستند. به‌عبارتی گویی «سگ‌دو» جهان تک‌صدایی است که هر کسی در آن حرفش را می‌زند و می‌رود.

## اجراها
سگ‌دو در سال ۱۳۹۸ با کارگردانی عباس غفاری در تالار سایه تئاتر شهر به‌روی صحنه رفت.